# 富山県の地震
富山県の地震（とやまけんのじしん）では、日本の富山県に被害を及ぼした、あるいは被害を及ぼすと想定されている地震について記述する。

## 概説
富山県は他府県と比べ、比較的地震の少ない地域とされており、気象庁のデータによれば、1922年（大正11年）から2021年（令和3年）の100年間に震度5弱（1996年（平成8年）以前は震度5）以上の揺れを観測した回数は2回と、岐阜県と並んで47都道府県で最も少ない。しかし、トレンチ調査から数百年から千年に一度程度の大地震の襲来の可能性がある活断層も見いだされ、ここ最近いわゆる直下型地震かなかったのは単に運が良かったのだとされる。
気象庁の観測史上、1996年（平成8年）以前に富山県内で観測された最大震度は、1930年（昭和5年）の大聖寺地震における震度5（伏木町＝現在の高岡市）であり、震度6以上の揺れを観測する地震はなかった。震度観測が計測震度に移行し気象庁震度階級が現行のものに改定された1996年（平成8年）以降に富山県内で観測された最大震度は、2024年（令和6年）の能登半島地震における震度5強（富山市、高岡市、氷見市、小矢部市、南砺市、射水市、舟橋村）であり、2024年（令和6年）12月現在、震度6弱以上の揺れを観測したことはない。
| 期間     | 震度1 | 震度2 | 震度3 | 震度4 | 震度5弱 | 震度5強 | 合計 |
| -------- | ----- | ----- | ----- | ----- | ------- | ------- | ---- |
| 1920年代 | 8     | 9     | 3     | 2     | 0       | 0       | 22   |
| 1930年代 | 22    | 9     | 2     | 1     | 1       | 0       | 35   |
| 1940年代 | 17    | 14    | 8     | 2     | 0       | 0       | 41   |
| 1950年代 | 7     | 3     | 3     | 1     | 0       | 0       | 14   |
| 1960年代 | 12    | 5     | 7     | 0     | 0       | 0       | 24   |
| 1970年代 | 6     | 7     | 3     | 0     | 0       | 0       | 16   |
| 1980年代 | 13    | 2     | 3     | 0     | 0       | 0       | 18   |
| 1990年代 | 43    | 16    | 3     | 1     | 0       | 0       | 63   |
| 2000年代 | 77    | 39    | 11    | 2     | 1       | 0       | 130  |
| 2010年代 | 105   | 40    | 9     | 1     | 0       | 0       | 155  |
| 2020年代 | 215   | 78    | 22    | 10    | 0       | 1       | 326  |
| 合計     | 526   | 222   | 74    | 20    | 2       | 1       | 845  |

地震が少ないために県民の防災意識が低く、住宅の耐震化率も全国平均以下であることが指摘されており、ひとたび大地震が発生すれば甚大な被害が懸念されることから、防災意識の向上が課題とされている。
新潟県や長野県など東側を震源とする地震が発生した場合、県東部の飛騨山脈（北アルプス）の地下にあるマグマ状の岩石帯が地震波を減衰させるため、揺れが小さくなるとされる。一方で石川県など西側を震源とする地震では富山県でも比較的大きな揺れが観測される。
富山県に被害を及ぼす地震は、主に陸域の震源の浅い地震である。主要な活断層として、砺波平野の西縁と東縁に砺波平野断層帯、富山市の西方に呉羽山断層帯、石川県との県境から岐阜県にかけて庄川断層帯、県南部の岐阜県との県境付近に牛首断層帯と跡津川断層帯がある。歴史的には大地震により被害を生じた記録もあり、決して地震と無縁の地域ではない。
富山県周辺に震源域のある津波を引き起こす海溝型地震はないものの、日本海東縁変動帯で発生する地震で被害を受ける可能性がある。1964年（昭和39年）の新潟地震（M7.5）や1983年（昭和58年）の日本海中部地震（M7.7）では、検潮所で津波が記録されているが、高さ数十cm以下で特に被害はなかった。2011年（平成23年）の東北地方太平洋沖地震（M9.0）は太平洋側を震源とする地震であったが、規模の大きい地震であったことから伏木富山港新湊でも高さ9cmの津波が観測された。2024年（令和6年）の能登半島地震では富山市で高さ80cmの津波が観測され、津波の第一波が地震発生からわずか3分で到達していることから、富山湾で海底地滑りが発生し津波が押し寄せた可能性が指摘されている。

## 富山県（越中国）に被害を及ぼした歴史地震
富山県（越中国）に被害を及ぼした歴史地震を示す。年月日は1582年以前はユリウス暦、1582年以降はグレゴリオ暦とする。日本の歴史地震の西暦換算も参照。
| 年月日                                                                | 震源域・被害範囲                                             | 推定 規模(M)  | 推定 最大震度 | 富山県内 推定 最大震度 | 出典                      | 富山県内（越中国内）の被害等 |
| --------------------------------------------------------------------- | ------------------------------------------------------------ | ------------- | ------------- | ---------------------- | ------------------------- | --- |
| 863年7月6日 （貞観5年6月17日）                                        | 越中・越後 （越中・越後地震）                                | 7?            | 不明          | 5以上                  | [ 1 ] [ 6 ] [ 9 ]         | 山崩れ、家屋損壊、湧水。死者多数（『日本三代実録』）。 |
| 1586年1月16日 （天正13年11月27日） 1586年1月18日 （天正13年11月29日） | 畿内・東海・東山・北陸 （天正地震）                          | 7.8 (8.2)     | 7             | 6-7                    | [ 1 ] [ 6 ] [ 10 ]        | 現在の高岡市南西部の木舟城が倒壊。死者多数。 この地震の被害分布を単独地震で説明することは難しく、木舟や帰雲城などの被害は、本震2日前に越中方面で発生したM7クラスの地震によると考えるのが合理的である。                       |
| 1668年6月14日 （寛文8年5月5日）                                       | 越中 （越中の地震）                                          | 不明          | 5             | 5                      | [ 11 ]                    | 伏木, 放生津, 小杉で潰家あり。高岡城の橋が潰れた（『越中旧事記』）。 |
| 1707年10月28日 （宝永4年10月4日）                                     | 畿内・東海・東山・北陸・ 山陰・山陽・南海・西海 （宝永地震） | 8.6 Mw9クラス | 7             | 5                      | [ 12 ]                    | 富山は60年来の大地震となった（『吉川随筆』）。 |
| 1854年12月23日 （嘉永7年11月4日）                                     | 畿内・東海・東山・北陸 （安政東海地震）                      | 8.4 Mw8.6     | 7             | 5                      | [ 13 ]                    | 氷見周辺で小家の破損や潰れがあった（『応響雑記』）。 |
| 1855年3月18日 （安政2年2月1日）                                       | 飛騨 （飛騨地震）                                            | 6.8           | 6             | 4-5                    | [ 14 ]                    | 城端町で、石垣の崩れなどが生じた（『畑文書』）。城端で震度4-5と推定される。 |
| 1858年4月9日 （安政5年2月26日）                                       | 飛騨・越中 （飛越地震）                                      | 7.0-7.1       | 7             | 6-7                    | [ 1 ] [ 6 ] [ 15 ] [ 16 ] | 常願寺川の河道閉塞決壊により死者140人、家屋倒壊及び流失1612棟。大山町で山崩れが発生し死者36人。砺波郡の埴生村・城端町・岩木村・太美組田屋村領で潰れ家が出た（『菊池舊記』）。跡津川断層沿いでは建物の倒壊率が100 %となった。 |
| 1891年10月28日 （明治24年）                                           | 美濃・尾張 （濃尾地震）                                      | 8.0           | 7             | 強震                   | [ 1 ] [ 6 ] [ 17 ]        | 伏木測候所と射水郡窪村では強震（震度4-5）と報告された。家屋全壊2棟。 |

## 富山県に被害を及ぼした、または震度4以上を観測した地震
富山県に被害（人的被害、住家被害）を及ぼした、または震度4以上を観測した地震を示す。ただし、大規模な地震の余震は回数のみ示す。
| 年月日                     | 震央                                      | 規模(M)   | 最大震度 | 富山県内 最大震度 | 出典          | 富山県内の被害等 |
| -------------------------- | ----------------------------------------- | --------- | -------- | ----------------- | ------------- | --- |
| 1923年9月1日 （大正12年）  | 神奈川県西部 （大正関東地震・関東大震災） | 7.9 Mw8.2 | 6        | 4                 | [ 18 ]        | |
| 1927年3月7日 （昭和2年）   | 京都府北部 （北丹後地震）                 | 7.3       | 6        | 4                 | [ 19 ]        | |
| 1930年10月17日 （昭和5年） | 石川県西方沖 （大聖寺地震）               | 6.3       | 5        | 5                 | [ 20 ]        | 死者1人。 |
| 1933年9月21日 （昭和8年）  | 石川県能登地方 （七尾湾地震）             | 6.0       | 4        | 4                 | [ 21 ]        | 負傷者2人。 |
| 1944年12月7日 （昭和19年） | 三重県南東沖 （昭和東南海地震）           | 7.9 Mw8.2 | 6        | 4                 | [ 22 ]        | |
| 1948年6月28日 （昭和23年） | 福井県嶺北 （福井地震）                   | 7.1       | 6        | 4                 | [ 23 ]        | |
| 1952年3月7日 （昭和27年）  | 石川県西方沖 （大聖寺沖地震）             | 6.5       | 4        | 4                 | [ 24 ]        | |
| 1993年2月7日 （平成5年）   | 能登半島沖 （能登半島沖地震）             | 6.6       | 5        | 4                 | [ 25 ]        | |
| 2000年6月7日 （平成12年）  | 石川県西方沖                              | 6.2       | 5弱      | 4                 | [ 26 ]        | |
| 2007年3月25日 （平成19年） | 能登半島沖 （能登半島地震）               | 6.9       | 6強      | 5弱               | [ 27 ]        | 負傷者13人。 |
| 2007年7月16日 （平成19年） | 新潟県上中越沖 （新潟県中越沖地震）       | 6.8       | 6強      | 4                 | [ 28 ]        | 負傷者1人。 |
| 2011年10月 （平成23年）    | 富山県東部 （長野県境付近の群発地震）     | 最大5.4   | 4        | 3                 | [ 29 ] [ 30 ] | 10月3日にM3.9（最大震度2）の地震が発生して以降、10月5日にM5.4（最大震度3）、M5.2（最大震度4）、10月6日にM4.7（最大震度3）の地震が相次ぐ。10月7日のM2.4（最大震度1）の地震による落石で死者1人。 |
| 2013年4月4日 （平成25年）  | 石川県加賀地方                            | 4.2       | 4        | 4                 | [ 33 ]        | |
| 2020年3月13日 （令和2年）  | 石川県能登地方                            | 5.5       | 5強      | 4                 | [ 34 ]        | |
| 2023年5月5日 （令和5年）   | 能登半島沖 （奥能登地震）                 | 6.5       | 6強      | 4                 | [ 35 ]        | 負傷者1人。一部破損4棟。富山県で震度4を観測する余震1回。 |
| 2024年1月1日 （令和6年）   | 石川県能登地方 （能登半島地震）           | 7.6       | 7        | 5強               | [ 38 ]        | 道路の陥没、地面の液状化、土砂崩れ、小学校や商業施設の天井崩落など。災害関連死2人、負傷者56人。全壊259棟、半壊807棟、一部破損21,468棟。富山県で震度4を観測する余震6回。                        |
| 2024年6月3日 （令和6年）   | 石川県能登地方                            | 6.0       | 5強      | 3                 | [ 47 ]        | 負傷者2人。 |
| 2024年11月26日 （令和6年） | 石川県西方沖                              | 6.6       | 5弱      | 4                 | [ 48 ]        | 富山市の公共施設と街灯、氷見市の用水路とため池に被害。負傷者1人。 |

## 富山県に被害を及ぼすと想定されている地震
地震調査研究推進本部による2025年（令和7年）1月1日を算定基準日とした想定を示す。
| 断層                               | 断層                            | 想定規模(M) | 発生確率(30年以内)       |
| ---------------------------------- | ------------------------------- | ----------- | ------------------------ |
| 長野盆地西縁断層帯（信濃川断層帯） | 飯山-千曲区間                   | 7.4-7.8程度 | ほぼ0%                   |
| 長野盆地西縁断層帯（信濃川断層帯） | 麻績区間                        | 6.8程度     | 不明                     |
| 糸魚川静岡構造線断層帯             | 北部（小谷-明科）区間           | 7.7程度     | 0.009-16%                |
| 糸魚川静岡構造線断層帯             | 中北部（明科-諏訪湖南方）区間   | 7.6程度     | 14-30%                   |
| 糸魚川静岡構造線断層帯             | 中南部（諏訪湖北方-下蔦木）区間 | 7.4程度     | 0.9-8%                   |
| 糸魚川静岡構造線断層帯             | 南部（白州-富士見山）区間       | 7.6程度     | ほぼ0-0.1%               |
| 境峠・神谷断層帯                   | 主部                            | 7.6程度     | 0.02-13%                 |
| 境峠・神谷断層帯                   | 霧訪山-奈良井断層帯             | 7.2程度     | 不明                     |
| 跡津川断層帯                       | 跡津川断層帯                    | 7.9程度     | ほぼ0%                   |
| 高山・大原断層帯                   | 国府断層帯                      | 7.2程度     | ほぼ0-5%                 |
| 高山・大原断層帯                   | 高山断層帯                      | 7.6程度     | 0.7%                     |
| 高山・大原断層帯                   | 猪之鼻断層帯                    | 7.1程度     | 不明                     |
| 牛首断層帯                         | 牛首断層帯                      | 7.7程度     | ほぼ0%                   |
| 庄川断層帯                         | 庄川断層帯                      | 7.9程度     | ほぼ0%                   |
| 邑知潟断層帯                       | 邑知潟断層帯                    | 7.6程度     | 2%                       |
| 砺波平野断層帯・呉羽山断層帯       | 砺波平野断層帯（西部）          | 7.2程度     | ほぼ0-2%もしくはそれ以上 |
| 砺波平野断層帯・呉羽山断層帯       | 砺波平野断層帯（東部）          | 7.0程度     | 0.04-6%                  |
| 砺波平野断層帯・呉羽山断層帯       | 呉羽山断層帯                    | 7.2程度     | ほぼ0-5%                 |
| 森本・富樫断層帯                   | 森本・富樫断層帯                | 7.2程度     | 2-8%                     |
| 魚津断層帯                         | 魚津断層帯                      | 7.3程度     | 0.4%以上                 |